# 티베리우스
티베리우스 율리우스 카이사르 아우구스투스(라틴어: Tiberius Julius Caesar
Augustus, 기원전 42년 11월 16일 ~ 37년 3월 16일)는 로마 제국의 제2대 황제이다. 그는 자신의 계부, 제1대 로마 황제 아우구스투스의 뒤를 이어, 기원후 14년부터 기원후 37년까지 통치하였다. 아우구스투스의 양자로 들어가기 전 이름은 티베리우스 클라우디우스 네로이며, 로마 제국의 초대 황제 아우구스투스의 양아들이자 아우구스투스의 황후였던 리비아 드루실라의 친아들이다.

## 생애

### 어린시절
티베리우스는 기원전 42년 11월 16일에 로마의 팔라티누스 언덕에서 티베리우스 클라우디우스 네로와 리비아 드루실라에서 태어났다.
- 수에토니우스는 위의 기록을 제시하면서 다른 견해도 밝히고 있는데 티베리우가 외할아버지의 출생지이자, 훗날 티베리우스 시절 원로원의 지시로 운명의 여신상이 세워진 푼디가 티베리우스의 출신지라는 학설과 기원전 43년생 혹은 41년생이라는 학설이 있다고 기록했다. 그러나 수에토니우스는 공식 관보와 달력에 기원전 42년에 팔라티누스 언덕이 티베리우스의 출생지라고 쓰여 있고 나머지 학설들은 근거가 부족하다며 부정하고 있다.

티베리우스는 반 아우구스투스파였던 아버지 클라우디우스 네로가 루키우스 안토니우스의 반란때 참여하자 1세때부터 로마를 떠나서 페르시아와 네아폴리스, 시칠리아, 그리스로 도망치며 생활해야 했다. 수에토니우스의 기록에 따르면 도피 당시, 네아폴리스에서는 몰래 항구로 도망치던 중, 티베리우스가 2차례 울음을 터뜨려 일행이 거의 죽을 뻔하기도 했으며 이때 일행들에 의해 버려질뻔 했다는 기록도 있다. 그 후로도 어딘가에서(이탈리아 반도로 추정) 어머니 리비아가 티베리우스를 대리고 야반도주를 할 때 숲에서 산불이 났고 티베리우스 모녀는 이 산불에 휩쓸려 죽을뻔 했다가 간신히 머리와 옷만 그슬리고 살아남았다. 그리스에서는 클라우디우스 가문의 클리엔티스였던 스파르타인들의 공공 탁아소로 맡겨지기도 했다고, 이때의 고난들은 티베리우스에게도 가슴 깊이 남았는지 티베리우스는 시칠리아에서 어머니가 폼페이아에게 받았던 망토와 핀 금제 장식들을 보관했고 100여년 뒤인 오현제 시절인 수에토니우스도 바이아이에 남아있던 이 유물들을 보고 기록으로 남겼다.

### 어머니의 재혼과 계부 아우구스투스
티베리우스가 3살이었을 무렵에 사면령이 내려져 티베리우스 일가는 로마에 귀환할 수 있게 되었다. 그러나, 옥타비아누스가 리비아의 미모에 반하여 티베리우스 네로에게 이혼하라고 압력을 넣었기 때문에 부모는 이혼하고, 리비아는 티베리우스 네로의 둘째 아이를 임신 중이었음에도 불구하고 옥타비아누스와 결혼하였다. 티베리우스는 리비아가 결혼 직후에 출산한 동생 드루수스와 함께 아버지에게 거두어져 양육되었다. 티베리우스가 9살 때 아버지가 죽어 드루수스와 함께 옥타비아누스와 리비아에게로 가서 같이 살게 되었다.
청소년으로 성장한 티베리우스는 벌써 로마의 제일인자로서의 지위를 굳히고 있던 옥타비아누스 휘하에서 겨우 12세에 나이로 정무나 군무업에 종사하였다. 기원전 29년 8월, 악티움 해전에서의 승리를 기념한 개선식에서는, 옥타비아누스의 조카 마르켈루스와 함께 개선식에 참가하였다. 그 후 드루수스와 함께 군단의 사령관으로서 각지에 파견되어 자신이 유능한 장군임을 계속 증명해보였다.
기원전 27년에 원로원으로부터 아우구스투스의 칭호를 받으며 임페라토르로 등극한 옥타비아누스는, 자신의 임페라토르을 세습시킴으로써 로마 제국의 안정을 유지할 생각으로 후계자를 모색하기 시작했다. 당초에는 조카 마르켈루스와 동지인 빕사니우스 아그리파 등이 후보로 생각해서 자신의 딸 율리아를 처음에는 마르켈루스에게, 마르켈루스가 요절한 후에는 아그리파에게 시집을 보내었다. 아그리파와 율리아의 사이에서 가이우스와 루키우스 두 형제가 태어나자 두 명의 손자들을 유력한 후계자 후보로 보게 되었다.
아우구스투스는 두 명의 손자들의 후견인으로서 아그리파를 생각하고 있었지만, 기원전 12년에 아그리파가 죽고 율리아가 또다시 미망인이 되자 당시 자신의 친척 중에서 최연장 남자인 티베리우스를 후견인으로 생각하게 되었다. 당시 티베리우스는 아그리파와 그의 첫 번째 아내 폰포니아의 딸 빕사니아 아그리피나와 결혼하였으며, 동생 드루수스와 함께 셋이서 행복한 생활을 보내고 있었지만, 아우구스투스는 티베리우스를 빕사니아와 이혼시켜 율리아와 결혼하게 만들었다.

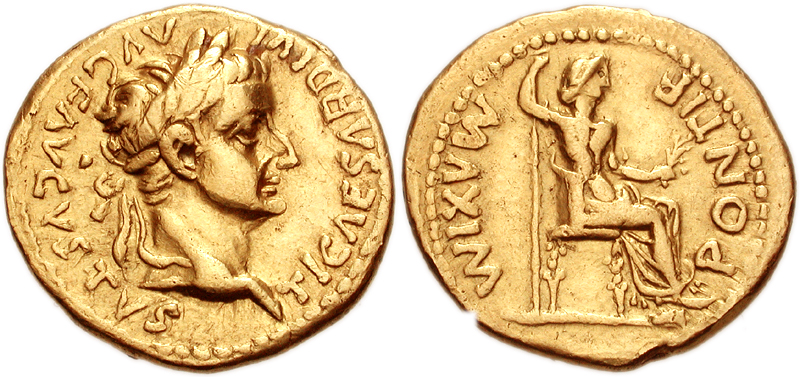
티베리우스의 얼굴이 새겨져 있는 동전.

티베리우스는 빕사니아와의 이별을 슬퍼했지만 율리아와의 결혼을 받아들이게 된다. 그러나 이윽고 품행이 좋지 않던 율리아의 행실로 부부 사이가 악화되어, 티베리우스는 자진하여 로도스섬에서 은둔 생활을 하게 된다. 티베리우스가 로도스섬에서 은둔 생활을 하는 동안 율리아는 간통죄를 추궁받아 티베리우스와 이혼을 당해 로마에서 추방되었다. 티베리우스는 기원전 2년에 로마로 귀환하였지만, 후계자 후보인 가이우스와 루키우스가 이미 요절한 상태라 소거법적으로 티베리우스가 임페라토르의 후계자 후보가 되었다.
기원전 4년, 티베리우스는 아우구스투스의 양아들이 된다. 그 때, 티베리우스에게는 친아들 소(小)드루수스가 있었음에도 불구하고, 조카인 게르마니쿠스를 양아들로 삼게 된다. 게르마니쿠스는 아우구스투스의 누나 옥타비아의 외손자이며, 율리우스 가문의 혈통이 흐르는 인물이기도 했기 때문이다. 그리고 같은 해, 티베리우스에게 두 번째의 호민관 직권이 주어졌다. 한편 티베리우스와 동시에 아우구스투스의 양아들이 된 아그리파의 아들 아그리파 포스트무스는 양아들 결연이 파기되어 추방되면서, 티베리우스는 사실상 아우구스투스의 유일한 후계자가 되었다.

### 임페라토르즉위
기원전 13년에 로마군 총사령관과 종신 호민관 직권을 아우구스투스와 공동으로 지명받아서, 사실상 공동 임페라토르가 되었으며, 서기 14년부터는 양부 아우구스투스의 노환으로 실질적으로 단독 임페라토르가 된다. 이윽고, 14년 8월 19일에 아우구스투스가 죽자 그의 유언장에 따라 유산의 상속자로 지명되었고, 임페라토르가 된 티베리우스는 아우구스투스의 후계자로서 금융 위기 대책, 변경 방위망 확립 등 뛰어난 행정 수완을 발휘했다. 그렇지만 임페라토르 주최의 전차 경기대회와 검투사 경기를 중지시키는 등 재정 낭비 중단 정책을 단행했기 때문에, 로마 시민들로부터의 인기도는 낮았다. 26년부터 37년 사망 시까지 카프리섬에 은거하여, 근위대장 루키우스 아일리우스 세야누스를 통해서 로마를 통치했기 때문에, 그의 인기는 한층 더 떨어지게 되었다.
또한, 29년에 이루어진 아그리피나 소탕작전은 더욱 티베리우스의 인기를 떨어뜨렸으며, 31년 10월 28일에는 권력욕을 거리낌없이 드러내던 세야누스(Sejanus)를 교묘한 전략을 사용해 처형하기도 했다. 37년, 79살에 병에 걸려 사망한다.

## 일화
- 수에토니우스의 《황제열전》은 티베리우스의 하인 가운데 한 사람이 티베리우스를 '주인님'(도미누스)이라고 부르자, 티베리우스는 화를 내며 "다시는 나를 그딴 모욕적인 말로 부르지 마라."고 주의를 주었다고 한다.
- 티베리우스가 카프리섬에 은둔하고 있을 당시 온갖 추문과 변태적인 성행위를 즐겼다고 증언하고 있는데, 다른 로마 역사가들의 기록에서는 그러한 행적이 전혀 보이지 않는 점에서 수에토니우스의 기록은 부정된다(타키투스는 소문 수준으로 몇 줄 언급했으며, 후대의 카시우스 디오는 타키투스보다 조금 자세히 적기는 했으나 수에토니우스만큼은 아니다). 유대인 역사학자 파테로클루스나 알렉산드리아의 필론은 티베리우스를 호의적으로 기록하였고, 대(大) 플리니우스와 세네카는 티베리우스의 폐쇄적인 성격을 언급하면서도 악덕에 대해서는 언급하지 않았고, 그리스인 플루타르코스와 유대인 요세푸스 또한 티베리우스의 악덕을 언급하지 않았다. 풍자작가 유베날리스는 카프리섬에서 점성술사에게 둘러싸여 사는 늙은 황제를 비웃었지만 성적인 악행에 대해서는 언급하지 않았다.
- 아우구스투스에 의해 이혼하게 된 빕사니아와의 사이는 원래 나쁘지 않았다. 수에토니우스는 《황제열전》에서 빕사니아와 이혼하고 난 뒤의 어느 날 티베리우스는 길에서 빕사니아와 마주쳤는데, 빕사니아가 길에서 보이지 않게 될 때까지 그 자리에 멍하니 서서 그녀를 바라보고 있었고, 아우구스투스는 이를 듣고 티베리우스가 빕사니아와 사적으로 만나지 못하게 더욱 제재를 가했다고 전하고 있다.
- 티베리우스가 황제로 재위하고 있던 시절에 유대 속주에서 예수가 십자가형을 언도받고 처형되었다.

## 평가
유대 출신의 철학자 필론(알렉산드리아의 필론)은 티베리우스의 치세에 대해 다음과 같은 평가를 남겼다.
티베리우스 황제가 죽은 뒤 가이우스(통칭 칼리굴라)가 물려받은 제국은 세계의 모든 땅과 바다라 해도 좋은 광대한 로마 제국이었다. 이 제국에서는 어떤 규모의 '싸움'도 과거의 것이 되어버렸지만, 그 원인은 제국 전역에 공정한 법이 엄정하게 시행되어왔기 때문이다. 제국의 동쪽과 서쪽, 남쪽과 북쪽에서도 모든 땅과 바다가 로마 제국의 이름 아래 조화로운 통일체를 이루고 있다. 제국 내부에서는 야만족도 문명인과 뒤섞이고, 정복자는 피정복자와 뒤섞이고, 양쪽 모두의 소망인 '평화'를 유지하기 위해 각자 자신의 책무를 다한다. 나날의 생활을 보면 저절로 감탄이 나온다. 부가 축적되어 금과 은은 화폐와 공예품의 형태로 넘쳐 흐르고, 제국 전역에 퍼진 교역망을 통해 부와 물산이 왕성하게 교류되고 있다. 군사력도 보병, 기병, 해군으로 정비되어, 제국 안에서는 어디서나 안전하게 살 수 있다. 그런 의미에서도 제국은 하나의 통일체인 것이다. 유프라테스 강에서 라인 강까지를 끌어안은 제국은 태양이 뜨고 지는 것까지도 끌어안고 사는 듯 하다. 이런 모든 특전은 본국 이탈리아에 사는 로마 시민들만 누리고 있는 것은 아니다. 유럽인과 아시아인을 포함한 제국의 모든 백성들이 누리고 있는 특전이다. 이런 상태의 제국을 물려받는 행운을 얻은 황제는 가이우스(칼리굴라)가 처음이었다. 개인 규모든 제국 규모든, 부에서도 권력에서도 번영의 기반에서도 무엇 하나 부족한 것이 없다. 모든 것이 이미 존재하기 때문이다. 행복은 문 밖에서 기다리고 있다. 이제 문을 열고 그 행복을 받아들이기만 하면 된다.

## 같이 보기
- 로마 임페라토르 연대표